# Heegaard-Floer-Homologie
In der Mathematik ist Heegaard-Floer-Homologie eine Invariante einer geschlossenen 3-Mannigfaltigkeit {\displaystyle Y} mit einer Spinᶜ-Struktur. Sie wird mittels Heegaard-Zerlegung von {\displaystyle Y} durch Lagrange-Floer-Homologie konstruiert. Man erhält mehrere Homologiegruppen, die durch exakte Sequenzen miteinander in Beziehung stehen.
Die Heegaard-Floer-Homologie wurde in einer langen Serie von Arbeiten von Peter Ozsváth und Zoltán Szabó entwickelt.
Mittels Konstruktion geeigneter Filtrierungen lassen sich Invarianten konstruieren. Ein Beispiel hierfür ist die zu einem Knoten {\displaystyle K} in einer 3-Mannigfaltigkeit {\displaystyle Y} assoziierte Knotenhomologie. Ein weiteres Beispiel ist die sogenannte Kontakthomologie, eine Invariante von Kontaktstrukturen.
Heegaard-Floer-Homologie kann algorithmisch berechnet werden.

## Konstruktion

### Vorbereitungen
Sei {\displaystyle Y} eine geschlossene, orientierbare 3-Mannigfaltigkeit und
{\displaystyle Y=H_{1}\cup _{\Sigma }H_{2}}
eine Heegaard-Zerlegung von {\displaystyle Y} mit Heegaard-Fläche {\displaystyle \Sigma _{g}} und Heegaard-Diagramm {\displaystyle (\alpha _{1},\ldots ,\alpha _{g},\beta _{1},\ldots ,\beta _{g})}.
Betrachte das symmetrische Produkt
{\displaystyle \operatorname {Sym} ^{g}(\Sigma _{g})=(\Sigma _{g}\times \ldots \times \Sigma _{g})/S_{g}},
wobei {\displaystyle S_{g}} die auf dem Produkt von {\displaystyle g} identischen Faktoren wirkende symmetrische Gruppe auf {\displaystyle g} Elementen ist. Es ist eine glatte Mannigfaltigkeit und eine komplexe Struktur auf {\displaystyle \Sigma _{g}} induziert eine komplexe Struktur auf dem symmetrischen Produkt.
Aus dem Heegaard-Diagramm {\displaystyle (\alpha _{1},\ldots ,\alpha _{g},\beta _{1},\ldots ,\beta _{g})} erhält man zwei total reelle {\displaystyle g}-dimensionale Tori {\displaystyle T_{\alpha }=\alpha _{1}\times \ldots \times \alpha _{g},T_{\beta }=\beta _{1}\times \ldots \times \beta _{g}} in der komplexen Mannigfaltigkeit {\displaystyle \operatorname {Sym} ^{g}(\Sigma _{g})}.
Für zwei Schnittpunkte {\displaystyle x,y\in T_{\alpha }\cap T_{\beta }} wähle man zwei verbindende Wege {\displaystyle a\subset T_{\alpha },b\subset T_{\beta }}. Die Differenz {\displaystyle a-b} ist eine Schleife in {\displaystyle \operatorname {Sym} ^{g}(\Sigma _{g})} und repräsentiert also ein Element
{\displaystyle \epsilon (x,y)\in H_{1}(\operatorname {Sym} ^{g}(\Sigma _{g}))/(H_{1}(T_{\alpha })\oplus H_{1}(T_{\beta }))\cong H_{1}(Y)}.
Mittels Morse-Theorie kann man (zu einem gewählten Basispunkt {\displaystyle z\in \Sigma _{g}\setminus (\alpha _{1}\cup \ldots \cup \beta _{g})}) jedem Schnittpunkt {\displaystyle x\in T_{\alpha }\cap T_{\beta }} eine Spinc-Struktur und damit ein der Spinc-Struktur eindeutig entsprechendes Element {\displaystyle s_{z}(x)\in H^{2}(Y)} zuordnen, so dass für alle Paare von Schnittpunkten jeweils {\displaystyle s_{z}(x)-s_{z}(y)} Poincaré-dual zu {\displaystyle \epsilon (x,y)} ist.
Bezeichne {\displaystyle \pi _{2}(x,y)} die Menge der Homotopieklassen von Abbildungen {\displaystyle u\colon D^{2}\to \operatorname {Sym} ^{g}(\Sigma _{g})}, die {\displaystyle i} und {\displaystyle -i} auf {\displaystyle x} und {\displaystyle y} sowie die Kreisbögen {\displaystyle S^{1}\cap \left\{z\colon \operatorname {Re} (z)\geq 0\right\}} nach {\displaystyle T_{\alpha }} und {\displaystyle S^{1}\cap \left\{z\colon \operatorname {Re} (z)\leq 0\right\}} nach {\displaystyle T_{\beta }} abbilden, sogenannten Whitney-Scheiben. Für {\displaystyle \phi \in \pi _{2}(x,y)} der Modulraum der holomorphen Abbildungen in dieser Homotopieklasse, den man mittels kleiner Störungen als glatte Mannigfaltigkeit realisieren kann. Er kommt mit einer {\displaystyle \mathbb {R} }-Wirkung durch die {\displaystyle \mathbb {R} }-Wirkung mittels {\displaystyle i} und {\displaystyle -i} erhaltender komplexer Automorphismen von {\displaystyle D^{2}}. Bezeichne {\displaystyle {\widehat {M}}(\phi )=M(\phi )/\mathbb {R} }. Mit dem Atiyah-Singer-Indexsatz kann man {\displaystyle \mu (\phi )=\dim(M(\phi ))} berechnen. Weiter sei {\displaystyle n_{z}(\phi )} (zu dem gewählten Basispunkt {\displaystyle z}) die Schnittzahl von {\displaystyle \phi } mit {\displaystyle \left\{z\right\}\times \operatorname {Sym} ^{g-1}(\Sigma _{g})}. Schließlich definieren wir {\displaystyle c(\phi )} als die (mit Vorzeichen gezählte) Anzahl von Punkten in {\displaystyle {\widehat {M}}(\phi )} falls {\displaystyle \mu (\phi )=1}, und {\displaystyle c(\phi )=0} falls {\displaystyle \mu (\phi )\not =0}.

### Definition für rationale Homologiesphären
Sei {\displaystyle Y} eine rationale Homologiesphäre, d. h., {\displaystyle H_{1}(Y)} ist endlich. Gegeben sei wie oben eine Heegaard-Zerlegung, ein Basispunkt {\displaystyle z} und eine (einem eindeutigen Element aus {\displaystyle H^{2}(Y)} entsprechende) Spinc-Struktur {\displaystyle {\mathfrak {t}}}.
Sei {\displaystyle {\widehat {CF}}} die freie abelsche Gruppe erzeugt von den Punkten {\displaystyle x\in T_{\alpha }\cap T_{\beta }} mit {\displaystyle s_{z}(x)={\mathfrak {t}}}. Definieren den Randoperator {\displaystyle \partial \colon {\widehat {CF}}\to {\widehat {CF}}} durch
{\displaystyle \partial x=\Sigma _{y\in T_{\alpha }\cap T_{\beta },\phi \in \pi _{2}(x,y)\mid s_{z}(y)={\mathfrak {t}},n_{z}(y)=0}c(\phi )y}.
Die Heegaard-Floer-Homologie {\displaystyle {\widehat {HF}}} ist definiert als die Homologie von {\displaystyle ({\widehat {CF}},\partial )}.
Ozsváth-Szabó beweisen, dass {\displaystyle {\widehat {HF}}} nicht von der Wahl der Heegaard-Zerlegung, des Basispunktes, der komplexen Struktur und der Störungen abhängt und somit tatsächlich eine Invariante {\displaystyle {\widehat {HF}}(Y,{\mathfrak {t}})} definiert. Man definiert {\displaystyle {\widehat {HF}}(Y)=\bigoplus _{{\mathfrak {t}}\in H^{2}(Y)}{\widehat {HF}}(Y,{\mathfrak {t}})}.
Die Homologiegruppen haben eine relative Gradierung durch {\displaystyle gr(x,y)=\mu (\phi )-2n_{z}(\phi )} für ein beliebiges {\displaystyle z\in \pi (x,y)}.
Weiter sei {\displaystyle CF^{\infty }} die freie abelsche Gruppe erzeugt von Paaren {\displaystyle \left[x,i\right]} aus {\displaystyle x\in T_{\alpha }\cap T_{\beta },i\in \mathbb {Z} } mit {\displaystyle s_{z}(x)={\mathfrak {t}}}. Sei {\displaystyle CF^{-}} der von Paaren {\displaystyle \left[x,i\right]} mit {\displaystyle i<0} erzeugte Unterkomplex und {\displaystyle CF^{+}=CF^{\infty }/CF^{-}}. Man definiert eine relative Gradierung durch {\displaystyle gr(\left[x,i\right],\left[y,j\right])=gr(x,y)+2(i-j)} und einen Randoperator durch
{\displaystyle \partial \left[x,i\right]=\Sigma _{y\in T_{\alpha }\cap T_{\beta }}\Sigma _{\phi \in \pi _{2}(x,y)}c(\phi )\left[y,i-n_{z}(\phi )\right]}.
Die Gruppen {\displaystyle HF^{\infty },HF^{+},HF^{-}} werden definiert als die Homologiegruppen der Komplexe {\displaystyle CF^{\infty },CF^{+},CF^{-}} mit dem Randoperator {\displaystyle \partial }.
Ozsváth-Szabó beweisen, dass für rationale Homologiesphären {\displaystyle HF^{\infty }} stets isomorph zu {\displaystyle \mathbb {Z} \left[U,U^{-1}\right]} für den durch {\displaystyle U(\left[x,i\right])=\left[x,i-1\right]} gegebenen Morphismus von {\displaystyle CF^{\infty }} ist, und dass die Homologiegruppen {\displaystyle HF^{\pm }} nicht von der Wahl der Heegaard-Zerlegung, des Basispunktes, der komplexen Struktur und der Störungen abhängen, also tatsächlich Invarianten {\displaystyle HF^{\pm }(Y,{\mathfrak {t}})} der rationalen Homologiesphäre {\displaystyle Y} und einer Spinc-Struktur {\displaystyle {\mathfrak {t}}} definieren. Schließlich definiert man {\displaystyle HF^{+}(Y)=\bigoplus _{{\mathfrak {t}}\in H^{2}(Y)}HF^{+}(Y,{\mathfrak {t}})}.

### Definition für allgemeine 3-Mannigfaltigkeiten
Für 3-Mannigfaltigkeiten mit {\displaystyle b_{1}(Y)\not =0} ist {\displaystyle \pi _{2}(x,y)} größer und man hat in der Definition des Randoperators unendlich viele Homotopieklassen mit {\displaystyle \mu (\phi )=1}. Nur in endlich vielen dieser Homotopieklassen gibt es holomorphe Scheiben, weshalb man wieder eine endliche Summe erhält. Dafür muss man sich aber auf spezielle Heegaard-Diagramme einschränken. Mit dieser Einschränkung funktionieren die Definitionen genau wie im Fall rationaler Homologiesphären.
Die verschiedenen Homologiegruppen hängen über natürliche lange exakte Sequenzen miteinander zusammen:
{\displaystyle \ldots \rightarrow HF^{-}(Y,{\mathfrak {t}})\rightarrow HF^{\infty }(Y,{\mathfrak {t}})\rightarrow HF^{+}(Y,{\mathfrak {t}})\rightarrow \ldots }
und mit dem oben definierten Morphismus {\displaystyle U\colon HF^{\infty }(Y,{\mathfrak {t}})\to HF^{\infty }(Y,{\mathfrak {t}})}
{\displaystyle \ldots \rightarrow {\widehat {HF}}(Y,{\mathfrak {t}})\rightarrow HF^{+}(Y,{\mathfrak {t}})\rightarrow HF^{+}(Y,{\mathfrak {t}})\rightarrow \ldots }

## Berechnungen

### Beispiele
- Für {\displaystyle Y=S^{3}} ist {\displaystyle HF^{+}(Y)=\mathbb {Z} \left[U,U^{-1}\right]/\mathbb {Z} \left[U\right]} und {\displaystyle {\widehat {HF}}(Y)=\mathbb {Z} }.

- Ein L-Raum ist eine rationale Homologiesphäre {\displaystyle Y}, für die {\displaystyle {\widehat {HF}}(Y)} eine freie abelsche Gruppe vom Rang {\displaystyle \sharp H^{2}(Y)} ist. Dies ist der Fall für {\displaystyle S^{3}} und alle Linsenräume.

- Für die Brieskorn-Sphäre {\displaystyle Y=\Sigma (2,3,5)} ist {\displaystyle HF_{k}^{+}(Y)=\mathbb {Z} } für gerade {\displaystyle k\geq 2}, und {\displaystyle HF_{k}^{+}(Y)=0} sonst.

- Für die Brieskorn-Sphäre {\displaystyle Y=\Sigma (2,3,7)} ist {\displaystyle HF_{k}^{+}(Y)=\mathbb {Z} } für {\displaystyle k=-1} und gerade {\displaystyle k\geq 0}, und {\displaystyle HF_{k}^{+}(Y)=0} sonst.

### Surgery exact triangle
Sei {\displaystyle K} ein Knoten in einer geschlossenen, orientierbaren 3-Mannigfaltigkeit {\displaystyle Y}, mit Meridian {\displaystyle m} und einer Longitude {\displaystyle l}. Sei {\displaystyle Y_{0}} die durch {\displaystyle l}-Chirurgie an {\displaystyle K} und {\displaystyle Y_{1}} die durch {\displaystyle (m+l)}-Chirurgie an {\displaystyle K} erhaltene 3-Mannigfaltigkeit. Dann hat man exakte Sequenzen
{\displaystyle \ldots {\widehat {HF}}(Y)\rightarrow {\widehat {HF}}(Y_{0})\rightarrow {\widehat {HF}}(Y_{1})\rightarrow \ldots }
und
{\displaystyle \ldots HF^{+}(Y)\rightarrow HF^{+}(Y_{0})\rightarrow HF^{+}(Y_{1})\rightarrow \ldots }.